# Micronutrient
Els micronutrients són substàncies essencials per al funcionament correcte de l’organisme, però que només calen en petites quantitats. Inclouen les vitamines i els minerals, que juguen un paper fonamental en processos biològics com el metabolisme, la formació d'enzims i hormones, i la protecció del sistema immunitari. Principalment són minerals com el ferro, el bor,el coure, el manganès, el zinc, el molibdè i el clor. A diferència dels macronutrients (com els carbohidrats, les proteïnes i els greixos), els micronutrients no aporten energia, però són imprescindibles per mantenir la salut i prevenir malalties. La seva absència o deficiència pot provocar trastorns greus, com l’anèmia, el raquitisme o problemes de visió. Els micronutrients es troben en aliments variats, incloent-hi fruites, verdures, carns i cereals, i són essencials en una dieta equilibrada.

## Beneficis
La importància dels micronutrients en la salut d'un organisme és decisiva. En el humans, la deficiència de micronutrients pot causar estats de gravetat i perill vital. Els micronutrients permeten la producció d'enzims, hormones i substàncies necessàries per al creixement normal i el desenvolupament del cos. Les alteracions dels nivells de ferro, vitamina A i iode són les més freqüents, sobretot en infants i dones embarassades.
Les deficiències poden causar símptomes ben notables com la baixada del nivell d'energia, de la lucidesa mental i altres capacitats que sovint repercuteixen en els resultats educatius, la productivitat laboral i l'augment del risc de contraure malalties. Les deficiències es poden prevenir i guarir a través de l'educació nutricional i combinada amb una dieta saludable i variada, a més a més de la incorporació d'aliments suplementaris específics quan calgui.

## Benestar humà
El consum suficient d'aliments i calories no exclou que es pugui produir una carència de micronutrients. El ferro és un element imprescindible per a la síntesi de l'hemoglobina. El calci, necessari per al creixement i el manteniment dels ossos i les dents, ha de ser sempre present en l'organisme en quantitats suficients. També és important l'aportació equilibrada de la vitamina D.
L'absorció dels micronutrients es realitza a l'intestí prim, alhora amb altres compostos. L'absorció pot ser reduïda o impedida per les alteracions o la manca d'estabilitat dels micronutrients. Per exemple: el fitat (o àcid fític) inhibeix l'absorció de ferro i zinc. El calci és un important micronutrient, sovint poc disponible en ser poc soluble i poc permeable a la membrana intestinal. Les vitamines especialment importants en l'absorció i la biodisponibilitat són les liposolubles: A, D, E i K. L'augment controlat d'aquests micronutrients mitjançant diferents vies d'incorporació a l'organisme, incloses les de tipus nano-tecnològic, milloren el benestar humà. S'han fet avenços importants en la salut alimentària i en la reducció de les deficiències de micronutrients.